# デメトリオス1世 (マケドニア王)

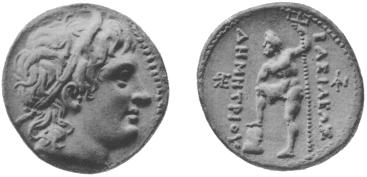
デメトリオス1世が描かれたコイン

デメトリオス1世（希: Δημήτριος ο Πολιορκητής、ラテン文字転記：Demetrios, 紀元前337年 - 紀元前283年、在位：紀元前294年 - 紀元前288年）は、アンティゴノス朝第2代のマケドニア王であり、アンティゴノス1世とその妻ストラトニケの間の息子である。また、攻城戦が巧みであったことから、 ポリオルケテス（希: Πολιορκητής, Poliorketes：日本語に訳すと「攻城者」）のあだ名を持ち、デメトリオス・ポリオルケテスとも呼ばれる。

## 生涯

### ディアドコイ戦争
デメトリオスはディアドコイ戦争に際しては父に随い、各地で戦った。紀元前312年にシリアに侵攻してきたプトレマイオス1世にガザの戦いで敗れる。プトレマイオスはこの時デメトリオスの財産を手中に収めたが、捕虜とともにデメトリオスの元へ送り返した。それに感服したデメトリオスはその後、プトレマイオスの部将を破った時に7000の捕虜を得たが、プトレマイオスにされたことを自らも行い、借りを返した。
その後、ギリシアを奴隷状態から解放するという名目でデメトリオスはギリシアに渡り、カッサンドロスと戦ってアテナイ、メガラなどギリシアの諸都市をカッサンドロスの支配から解放し、自勢力下に組み入れた。
デメトリオスは紀元前306年のサラミスの海戦でプトレマイオス艦隊を破り、キプロス島を手中に収めた。そしてこの勝利を以って同年、父と共に王を称した。他のディアドコイもそれに倣って王を称した。
デメトリオスは紀元前305年からプトレマイオスと密接な関係を持っていたロドス島を攻撃する（ロドス包囲戦）も、ロドス側の頑強な抵抗にあい、ついに落とすことができなかった。しかし、彼はその過程で他の多くの都市を落とし、ポリオルケテスのあだ名を得た。翌年、攻囲戦の長期化を望まないアンティゴノスとプトレマイオス双方が妥協し、両者の戦争においてロドスは中立を守るという和平協定が成立した。この協定はアンティゴノス側に有利なものであった。
ディアドコイ中最大の勢力を誇るアンティゴノスを警戒した他のディアドコイは対アンティゴノス同盟を結び、アンティゴノスと戦い、紀元前301年にフリュギアのイプソスにてアンティゴノスとセレウコス1世・リュシマコス連合軍が矛を交えた（イプソスの戦い）。その時、右翼を率いていたデメトリオスは背走する敵を深追いし過ぎたため、孤立したアンティゴノスの本隊が危機に陥った時に救援に回ることができず、アンティゴノスを敗死させてしまった。その後、アンティゴノスの遺領は他のディアドコイによって分割された。

### イプソス以降
イプソスの戦い以降、共通の敵を失ったディアドコイの間には新たな対立が生まれ、プトレマイオスはリュシマコスと、セレウコスはデメトリオスと同盟を結んで対立した。デメトリオスは娘ストラトニケをセレウコスに嫁がせた。失地回復を狙うデメトリオスは再びギリシアに渡り、アンティパトロス朝の後継者争いに乗じてカッサンドロスの息子達を倒し、紀元前294年にマケドニア王位に就くものの、かつての領土を取り戻すべく戦争と重税を重ねたために民心を失う。そして、紀元前288年にプトレマイオスとリュシマコスの支持を受けたエピロス王ピュロス（デメトリオスにとって妻の弟にあたる）の侵攻を受け、国を奪われて放逐された。
その後、デメトリオスは再起を図って小アジアに攻め込んでセレウコスと戦ったが進退窮まり、セレウコスに身を委ねる。デメトリオスの影響力を恐れたセレウコスは彼を監禁したが、狩場を持つなどそれなりの自由はあったようである。紀元前283年にデメトリオスはシリアで獄死した。

## 評価
デメトリオスは才気溢れる武将であり、容姿端麗で勇敢、そして友情に厚い人物ではあったが、放埓で派手好き、傲慢な面もあった。プルタルコスはその列伝の中でデメトリオスをマルクス・アントニウスと対比して、同じように情欲が強く酒飲みで戦争好きで、気前がよくて贅沢、人生における浮き沈みが激しく、繁栄の絶頂にあるかと思えば瞬く間にそれは崩壊し、絶体絶命の危機にあってもすぐに勢力を盛り返す、そのような男であると評した。

## 子女
最初にマケドニアの将軍アンティパトロスの娘フィラと結婚し、以下の子女を儲けた。
- アンティゴノス2世 - マケドニア王
- ストラトニケ - シリア王セレウコス1世と結婚、のちセレウコス1世の子でシリア王となるアンティオコス1世と結婚した。

2番目にアテナイのエウリュディケと結婚した。。
3番目にエピロス王アイアキデスの娘デイダメイアと結婚した。
4番目にシュラクサイの僭主アガトクレスの娘で、エピロス王ピュロスの妃であったラナッサと結婚した。
5番目にエジプト王プトレマイオス1世の娘プトレマイスと結婚、1男を儲けた。
- デメトリオス - マケドニア王アンティゴノス3世の父。キュレネ王マガスの娘ベレニケ2世と結婚しキュレネ王となるが、ベレニケ2世に殺害された。